# Somogyi Antal (pap)
Somogyi Antal (Abda, 1892. április 25. – Győr, 1971. január 5.) magyar római katolikus pap, művészettörténész, teológus.

## Életútja
1892. április 5-én született a Győr vármegyei Abdán, ötgyermekes szegényparaszti családban, Somogyi István és Somogyi Anna gyermekeként. A győri bencés gimnázium elvégzését követően, 1913-tól 1915-ig a bécsi Pázmáneum papnevelő intézet teológusnövendéke volt. 1915. június 21-én pappá szentelték, egyúttal teológiai doktori oklevelét is ebben az évben szerezte meg. Ezt követően az első világháború frontján volt tábori pap, majd 1919-től az akkor még kisközségi jogállású Tatabányán teljesített kápláni, 1920-tól Kismartonban tábori papi, 1921-től pedig Győr belvárosában ismét kápláni szolgálatot. 1923-tól három évig a Jankovich-Bésán grófi családnál helyezkedett el nevelőként.
1925-ben kinevezték a győri egyházmegyei szeminárium prefektusának. 1929-től ugyanott oktatott lelkipásztorkodástant és dogmatikát, illetve állami ösztöndíjasként 1929–1930-ban Rómában művészettörténetből képezte tovább magát. 1938-tól a budapesti Magyar Királyi Pázmány Péter Tudományegyetem hittudományi karán is oktatott a legújabbkori egyházművészet magántanáraként. 1939-től Kisbéren volt plébános. 1944 őszén a Magyarországot megszálló német hatóságokkal és Adolf Hitlerrel szembeni ellenséges kijelentései miatt letartóztatták és a komáromi Csillagerődbe zárták. Később bevagonírozták, de Somogyi a dachaui koncentrációs táborba tartó vonatról a Csallóköz területén szerencsésen megszökött. A háború végéig Apor Vilmos győri püspök közbenjárására a győri kórház belgyógyászati fertőző osztályán bújtatták mint beteget. Később, 1945 áprilisában Somogyi virrasztott Apor püspök halálos ágyánál, s ő adta fel neki az utolsó kenetet is.
1946-ban Mosonszentmiklósra nevezték ki esperes-plébánosnak, az első években aktív szerepet vállalt a papi békemozgalomban. 1952-től 1955-ig mosonszentmiklósi szolgálatával egyidejűleg a győri hittudományi főiskola rektori tisztségét is ellátta. 1958 nyarán Papp Kálmán győri megyéspüspök a plébánosi munkájából nyugalomba vonult, győri székesegyházi kanonoki címet viselő Somogyit kinevezte általános püspöki helynökének. Somogyi 1965-től a győri székeskáptalan nagypréposti címét viselte.
1971. január 5-én halt meg a győri kórházban. Szülőfaluja, Abda temetőjében helyezték nyugalomra, sírja (I. parcella, A sor 32-es sírhely) 2004 óta a Nemzeti Sírkert része.

## Munkássága

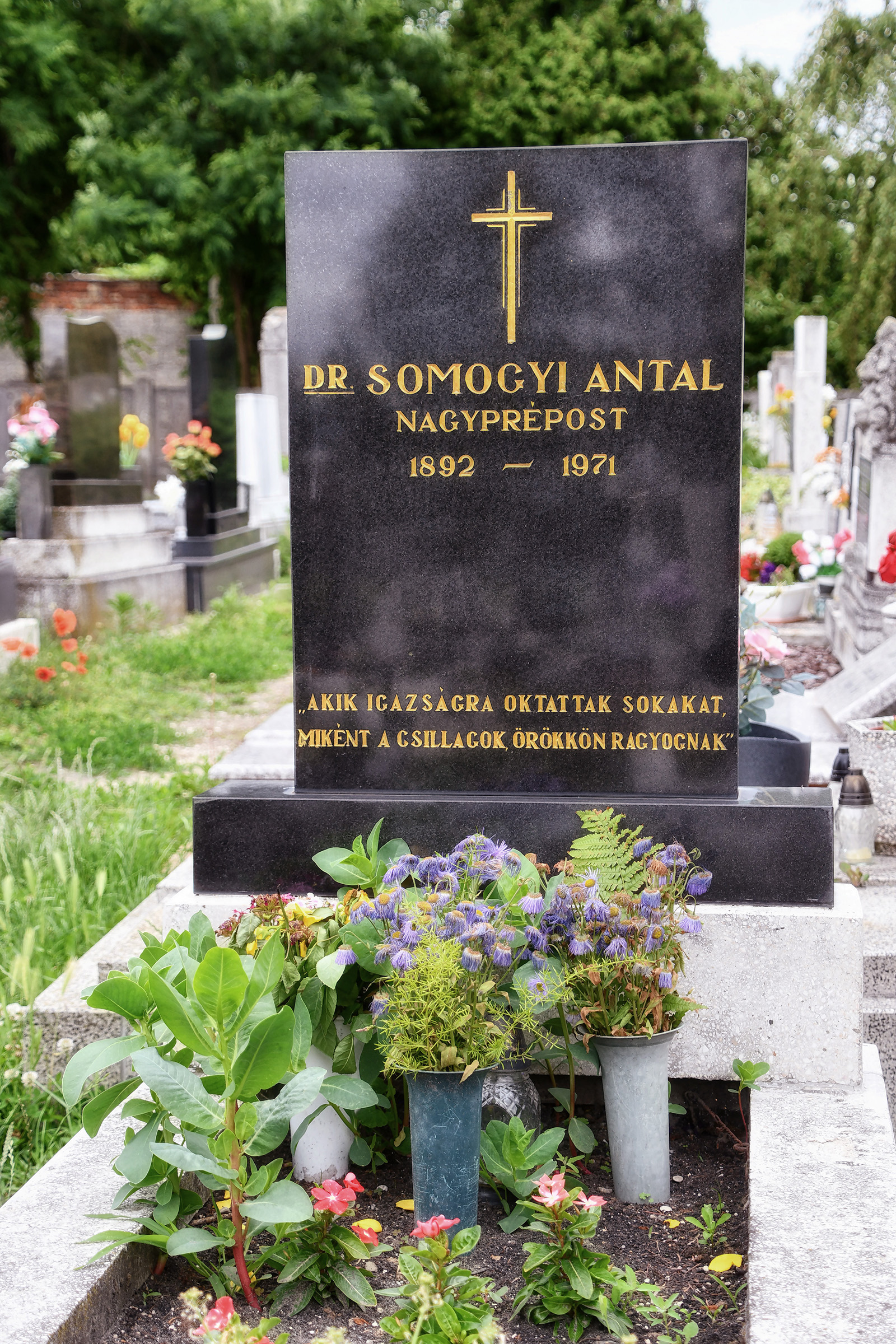
Sírja az abdai temetőben

Somogyi Antal bencés gimnazistaként is elsősorban a művészettörténet és az egyházművészet iránt mutatott érdeklődést. Hetedéves gimnazistaként pályadíjat nyert a győri bencések Loyolai Szent Ignác-templomának művészettörténeti leírásával. Bécsi teológus korában megfordult Ausztria, Németország, Franciaország, Olaszország és Hollandia múzeumaiban és templomaiban.
Művészettörténeti vizsgálódásaiban helyet kaptak a régebbi korok egyházi épületeinek és alkotásainak elemzései is, így például behatóan foglalkozott a győri Nagyboldogasszony-székesegyház Szent Jobb-oltárával és angyalszobraival, az Apátúr-ház freskóival, a Loyolai Szent Ignác-templom oltárával, a Szent László-hermával, valamint a somogyvári bencés apátsági romok kőfaragványaival és domborműveivel. Munkásságának homlokterében azonban elsősorban a modern, kortársi építőművészeti, festészeti, szobrászati és iparművészeti áramlatok és az egyházművészet kapcsolódási pontjai álltak. Teológiai és művészetkritikai alapon szállt szembe a római katolikus egyház művészeti konzervativizmusával. Az „élő templom élő művészetének” szószólójaként azért harcolt, hogy a templomokat külsőségeikben is közelebb hozzák a modern ember lelkivilágához, az ő képi nyelvén tolmácsolják az egyház üzeneteit a kiüresedett és évszázados ismétlésekbe bocsátkozó ikonográfia helyett. Elismerően szólt Árkay Aladár győr-gyárvárosi plébániatemplomáról (1929) és Körmendy Nándor nádorvárosi Szent Imre-templomáról, és egyházi berkekben azon kevesek közé tartozott, akik 1959-ben lelkesen fogadták Le Corbusier modernista ronchamp-i zarándokkápolnáját.
Elgondolásait gyakorlati síkon is érvényesítette: az Országos Egyházművészeti Tanács tagjaként és a Győri Egyházmegyei Egyházművészeti Bizottság ügyvezető elnökeként elérte, hogy több templomot a modern képzőművészeti esztétika igényeihez igazodva, de az egyházi hagyományokhoz is hűen újítsanak fel. Közbenjárt annak érdekében, hogy a belső terek, templomi berendezések, festmények és klenódiumok felújításakor vagy újrafogalmazásakor olyan kortárs képzőművészeket vonjanak be a munkába, mint Aba-Novák Vilmos, Árkayné Sztehlo Lili, Mattioni Eszter, Kovács Margit, Vilt Tibor, Borsos Miklós, Boldogfai Farkas Sándor és mások. Medgyessy Ferencet 1937-ben kérte fel egy Szent István lovas szobor megalkotására (amelyet végül csak 1960-ban avattak fel a győri Rába-parton), ami kapcsán László Gyula visszaemlékezéseiben így írt: „A jeles műtörténész, Somogyi Antal kanonok megértően hagyta, hogy Szent István történeti személye helyett szinte népmeséink »jó királya« elevenedjék meg a szoborban.” Mások mellett Somogyi nevéhez fűződik Borsa Antal és Samodai József felfedezése és elindítása az egyházművészi pályán.
Élete során aktív tagja volt a Győri Képző- és Iparművészeti Társulatnak (1919), a Kisfaludy Irodalmi Körnek (1933), az Országos Magyar Sajtókamara újságírói szakosztályának (1939–1944), első osztályú tagja a Szent István Akadémiának (1949–1951).

### Főbb művei
Somogyi alább felsorolt könyvei, füzetei mellett számos tanulmányt írt a modern magyar egyházművészet kérdéskörében, elsősorban a Vigilia, Szépművészet, Magyar Művészet, Magyar Iparművészet, Korunk Szava folyóiratok hasábjain.
- Somogyi Antal: Vallás és modern művészet. Budapest: Szent István Társulat. 1927.   116 o.
- Somogyi Antal: A modern katolikus művészet. Budapest: Magyar Katolikus Írók. 1933.   183 o.
- Somogyi Antal: Praedica verbum!: A katolikus igehirdetés elmélete. Budapest: Szent István Társulat. 1937.   110 o.
- Somogyi Antal: Székesfehérvár: Művészet és város. Budapest: Officina. 1939.   34 o.
- Somogyi Antal: A győri székesegyház Szent László kápolnájának külső fala és a gótika szelleme. Győr: Baross ny. 1943.   6 o.